# クリエイションギャラリーG8
クリエイションギャラリーG8（CREATION GALLERY G8）は、東京都中央区銀座に存在したギャラリー。主にグラフィックデザイン、ビジュアル・コミュニケーションを扱った企画展を年に数回開催していた。
1985年に株式会社リクルートホールディングスによって、デザインを紹介することを目的とした「G7ギャラリー」として銀座に開設されたのち、1989年に現在の住所に移され、「クリエイションギャラリーG8」と改称された。
2023年、アートセンター「BUG」の開設にともない、姉妹ギャラリーであった「ガーディアン・ガーデン」と共に、2023年9月をもって活動を終了した。

## 年譜[3]
- 1984年 - 1月、株式会社リクルートが日本軽金属本社ビル（現・リクルートGINZA7ビル）を取得
- 1985年 - 1月16日、「G7ギャラリー」がオープン。第一回企画展『THE BEGINNING'85』（井上嗣也、小島良平、長谷川好男、戸田正寿、松永真）開催。
- 1986年 - 定期企画展である『チョイス展』（第20回で終了）と『ADC展』が開始。
- 1987年 - 3月、ギャラリーを運営していたトータルクリエイティブセンターが解散。代わって宣伝部の中の制作課が運営を務める。
- 1988年 - リクルート事件が報道。亀倉雄策が雑誌『クリエイション』の発行を宣言。
- 1989年 - 4月、リクルートクリエイティブセンターが組織。『クリエイション』の発行と亀倉雄策の窓口を務め、ギャラリーの運営機能も宣伝部から移譲。リクルート事件の影響によりビルの周囲に集まった報道陣により運営に困難が生じ、休館。
- 1989年 - 12月、GINZAG8ビル1階に移転。12月『ADC展』で活動再開。ギャラリー名を「クリエイションギャラリーG8」に改称。
- 1990年 - 雑誌『クリエイション』を発行。雑誌の内容と連携してクリエイション紹介作家展シリーズがスタート。第1回紹介作家はミチェスワフ・グロフスキ。リクルートが渋谷にガーディアン・ガーデンをオープン。年末チャリティー展の開催を始める。
- 1993年 - ガーディアン・ガーデンが銀座に移設。組織を合併する。年末チャリティー展も共同企画となる。
- 1992年 - 『JAGDA新人賞展』開催を始める。
- 1994年 - 企画展『タイムトンネルシリーズ』をガーディアン・ガーデンと共同で開催。（〜2013年）雑誌『クリエイション』が全20冊を持って完結。
- 1995年 - 東京イラストレーターズ・ソサエティ（TIS）の企画展を開始。（〜2017年）
- 1999年 - JAGDAが亀倉雄策賞を設置。同時に『亀倉雄策賞受賞記念展』開催を始める。
- 2005年 - 設立20年を記念し、記念誌『CREATION GALLERY G8 1985→2005』（リクルート）を発行。
- 2009年 - 年末チャリティー展をCREATION projectと改称しリニューアル。[4]
- 2016年 - 設立30年記念展『30年30話』を開催。[5]
- 2018年 - 子ども向けのプログラム『クリエイション・キッズ・ラボ』を開始。[6]
- 2023年 -  展覧会「THE ENDING ’23」をもって、38年間に及ぶ活動を終了した。

## 受賞
- 2000年 - メセナ大賞（ガーディアン・ガーデンの活動と合わせ、株式会社リクルートが受賞）
- 2004年 - グッドデザイン賞（1990年から継続されている『チャリティー企画展』に対して）

## 代表的なイベント・企画展

### イベント
- クリエイティブサロン - 各展示などにあわせて開催されるトークショー。

### 企画展[7]
- ADC展（1986年〜）
- クリエイション紹介作家展（1990年〜1997年）
- JAGDA新人賞展（1992年〜）
- タイムトンネルシリーズ（1994年〜2013年）
- 亀倉雄策賞記念展（1999年〜）
- 年末チャリティー展（CREATION project）（1990年〜）

## 亀倉雄策との関係[3]
リクルートの創業者である江副浩正と亀倉雄策の交流は深く、情報誌の表紙を依頼したことをきっかけに、1968年にリクルートの旧社章を亀倉が制作する以前から、江副はたびたび亀倉に相談事をしにいく関係だったという。1986年にはリクルートの取締役に亀倉が就任。1987年からはリクルートのイメージアップを目的としたB倍2連のポスターを亀倉が制作し、月1回のペースで掲出された。
1988年、リクルート事件の最中であったが亀倉は事務所をリクルートGINZA8ビルに移し、雑誌『クリエイション』の発行を宣言。翌年6月から、リクルートより刊行が開始された。改称後のギャラリー名は当初G8ギャラリーとなる筈であったが、亀倉の要望により誌名である「クリエイション」という語が付け足され、「クリエイションギャラリーG8」という名称に決定した。以後、ギャラリーでは『クリエイション』の内容と連携して全20回にわたるクリエイション紹介作家展シリーズ（1990年〜1997年）を開始する。
1992年に開始されたJAGDA新人賞展は、例年使っていた会場が使えなくなり開催が危ぶまれた際にギャラリーが当時JAGDAの会長であった亀倉に声をかけて以来、毎年開催されている。
1997年3月、亀倉が死去。1999年にはJAGDAが亀倉雄策賞を設置し、受賞者による受賞記念展がギャラリーで毎年開催されている。

## 書籍
- 『CREATION GALLERY G8 1985→2005』CREATION GALLERY G8編、リクルート、2005年1月
- 『30年30話 クリエイター30組の対話によるデザインの過去・現在・未来』クリエイションギャラリーG8監修、誠文堂新光社、2016年9月

## 外部サイト
- http://rcc.recruit.co.jp/g8/ - 公式サイト
- https://www.instagram.com/g8_gallery/ - 公式Instagram
- https://twitter.com/g8gallery - 公式Twitter